# Генериране на трафик
Моделът за генериране на трафик (на английски: Traffic generation) е стохастичен модел на транспортните потоци и източници на данни в една комуникационна мрежа, например клетъчна мрежа или компютърна мрежа. Пакетирания модел за генериране на трафик е модел за генериране на пакети потоци и източници на данни в пакетна комутационна мрежа. Например, един модел на уеб трафик е модел на данните, които се изпращат или получават от мрежата на потребителя-браузър. Тези модели са полезни по време на развитието на телекомуникационните технологии, с оглед анализирането ефективността и капацитета на различните протоколи, алгоритми и мрежови топологии.
В изпълнение на мрежата могат да бъдат анализирани измерване на трафика по мрежата в тестовата мрежа, с помощта на генератор на мрежовия трафик, като например iperf, bwping и Mausezahn. Трафик генератора изпраща пакети, макети, често с уникален идентификатор, което позволява да следите за доставка на пакети в мрежата.
Численият анализ с помощта на симулация на мрежата често е по-малко скъп подход. Един аналитичен подход, използващ теорията за опашката може да бъде използван за по-опростен модел на трафика, но често е твърде сложен, ако се използва реалистичен модел на движението.
Опростеният модел за пакет данни е алчен модел източник. Може да бъде полезен при анализирането на максимална производителност при най-добри усилия за движение (без гаранции за никакво качество на услугата). Много генератори на трафик са алчни източници.
Друг опростен традиционен модел на трафик поколението за верига комутация на данни, както и пакети данни, е процес на Поасон, където броят на входящите пакети или изразходването за единица време следва конкретно разпределение. Продължителността на всеки телефонен разговор обикновено се моделира като експоненциално разпределение. Броят на продължаващите телефонни разговори едновременно следва ерланг разпределение.
Въпреки това, този модел отнема по-малка памет данни, което означава, че не се отразява на характера на пакети данни (също така известен като далечни разстояния на зависимостта). За по-реалистичен модел, самостоятелно подобен процес е например разпространението на Парето, което може да се използва като дългосрочен модел опашка трафик.
Действителното съдържание на информация на данните обикновено не се представя. Все пак, ако информацията данни бъде анализирана от страна на получателя, например по отношение на битово-високия процент грешки, процеса често се приема, т.е. характеррна е произволна последователност от независими двоични числа.
Има най-малко два стандартни модела на трафик генерирането за пакетна комутация безжични мрежи: 3GPP2 модел и 802.16 модел. 3GPP2 модела е много по-сложен за изпълнение, използва се за по-точни резултати. 802.16 модела е много по-лесен за реализация.

## 3GPP2 модел
Видове трафик генератори:
Теглене:
- HTTP / TCP HTTP
- FTP / TCP
- WAP
- near real-time Video
- Voice

Качване:
- HTTP / TCP HTTP / TCP
- FTP / TCP FTP / TCP
- WAP
- Voice
- Mobile Network Gaming

Основната идея е да се прилагат частично HTTP, FTP и TCP протоколи. Например, един генератор на HTTP трафика симулира изтегляне от уеб-страница, състояща се от множество малки обекти (като например изображения). А TCP потока (TCP генератора е задължително при този модел) се използва за изтегляне на тези обекти, според HTTP1.0 или HTTP1.1 спецификации. Тези модели вземат предвид данните за работа на тези протоколи. Гласовите, WAP(Wireless Application Protocol) и мобилните игри в мрежата са моделирани в по-сложен начин.

## 802,16 модел
802,16 модела е много по-прост. Идеята е да се определят три основни модела:
- Прекратен процес на информацията (Interrupted Poisson Process IPP)
- Прекратен Дискретен Процес (Interrupted Discreet Process IDP)
- Прекратен Процес за подновяване (Interrupted Renewal Process IRP)

Тези три основни модела се смесват заедно, за да симулират различни видове интернет-трафик. Всеки процес може да бъде прекъснат или в процес на изключване. Пакетите са генерирани само в състояние на активност. Времетраенето на изключваните периоди, размери на пакета данни и интервалите между тях се определят поотделно за всеки модел, така че тези модели се различават по начина, по който техните параметри са определени. Тези модели могат да се смесват заедно, например: 4IPP означава комбинация от четири прекратени процеса на информация(IPP), потоци с различни параметри. HTTP и FTP се симулира като четири модела на прекратени процеси на информация(IPP); VoIP се създава от вътрешни лица, сечетавайки два прекратени процеса за подновяване(IDP) и четири прекратени процеса (4IDP); Видеото се симулира като два прекратени процеса за подновяване(IRP).
|  | Тази страница частично или изцяло представлява превод на страницата Traffic generation model в Уикипедия на английски. Оригиналният текст, както и този превод, са защитени от Лиценза „Криейтив Комънс – Признание – Споделяне на споделеното“, а за съдържание, създадено преди юни 2009 година – от Лиценза за свободна документация на ГНУ. Прегледайте историята на редакциите на оригиналната страница, както и на преводната страница, за да видите списъка на съавторите. ВАЖНО: Този шаблон се отнася единствено до авторските права върху съдържанието на статията. Добавянето му не отменя изискването да се посочват конкретни източници на твърденията, които да бъдат благонадеждни. |